# The Adventures
The Adventures – brytyjska grupa pop założona w 1984 roku w Belfaście.
Grupa powstała na bazie zespołu Starjets, w którym występowali Terry Sharpe oraz Pat Gribben. Do wyżej wymienionych muzyków dołączyli Eileen Gribben (żona Pata), Gerard "Spud" Murphy, Tony Ayre oraz Pat Crowder.
Na początku zespół podpisał kontrakt z wytwórnią Chrysalis dla której wydał swój debiutancki album Theodore and Friends w 1985, wydany na rynek amerykański jako The Adventures.
Drugi album, The Sea of Love, został wydany w 1988 roku nakładem Elektra Records. Zawierał on największy przebój grupy, "Broken Land", który dotarł do pierwszej dwudziestki list przebojów w Wielkiej Brytanii. Drugi singel z albumu "Drowning in the Sea of Love", nie powtórzył już tego sukcesu.
W latach 1989 i 1993 wydał kolejno albumy Trading Secrets with the Moon oraz Lions and Tigers and Bears, jednak bez większych sukcesów.

## Skład
- Terry Sharpe – wokal
- Eileen Gribben – wokal
- Gerard "Spud" Murphy – gitara
- Tony Ayre – gitara basowa
- Pat Crowder – perkusja
- Pat Gribben – gitara

## Dyskografia
- The Adventures/Theodore & Friends (1985)
- Sea of Love (1988)
- Trading Secrets with the Moon (1989)
- Lions & Tigers & Bears (1993)